# Lista de deputados estaduais de Sergipe da 8.ª legislatura
Essa é uma lista de deputados estaduais eleitos para o período 1975-1979. Foram 15 eleitos.

## Composição das bancadas
| Partido | Líder                    | Bancada | Posição  |
| ------- | ------------------------ | ------- | -------- |
| ARENA   | Antônio Carlos Valadares | 11 / 15 | Governo  |
| MDB     | Jackson Barreto          | 4 / 15  | Oposição |

## Deputados estaduais
| Número | Deputados estaduais eleitos   | Partido | Votação | Percentual | Cidade onde nasceu | Unidade federativa |
| 11555  | Eliziário Silveira Sobral     | ARENA   | 9.481   | 4,28%      | Itaporanga d'Ajuda | Sergipe            |
| 11911  | Djenal Tavares Queiroz        | ARENA   | 8.618   | 3,89%      | Frei Paulo         | Sergipe            |
| 11123  | Heráclito Rollemberg          | ARENA   | 7.383   | 3,33%      | Laranjeiras        | Sergipe            |
| 15010  | Guido Azevedo                 | MDB     | 7.059   | 3,18%      | Neópolis           | Sergipe            |
| 11111  | Antônio Carlos Valadares      | ARENA   | 6.843   | 3,09%      | Simão Dias         | Sergipe            |
| 11126  | José Teles de Mendonça        | ARENA   | 6.841   | 3,08%      | Itabaiana          | Sergipe            |
| 11011  | José Cleonâncio da Fonseca    | ARENA   | 6.425   | 2,90%      | Boquim             | Sergipe            |
| 15777  | Jackson Barreto               | MDB     | 6.393   | 2,88%      | Santa Rosa de Lima | Sergipe            |
| 11644  | Francisco Vieira da Paixão    | ARENA   | 6.082   | 2,74%      | Campo do Brito     | Sergipe            |
| 11345  | Francisco Passos              | ARENA   | 5.905   | 2,66%      | Ribeirópolis       | Sergipe            |
| 15020  | Oviêdo Teixeira               | MDB     | 5.844   | 2,63%      | Itabaiana          | Sergipe            |
| 11180  | Horácio de Góis               | ARENA   | 5.770   | 2,60%      | Riachão do Dantas  | Sergipe            |
| 11917  | Luciano Andrade Prado         | ARENA   | 5.497   | 2,48%      | Aracaju            | Sergipe            |
| 11190  | Hélio Dantas                  | ARENA   | 5.017   | 2,26%      | Aracaju            | Sergipe            |
| 15655  | Leopoldo de Araújo Sousa Neto | MDB     | 4.154   | 1,87%      | Estância           | Sergipe            |